# Vak upp, Vak upp i Guds namn
Vak upp, Vak upp i Guds namn är en svensk psalm skriven av biskopen Abraham Angermannus. Psalmen är troligen skriven i Lübeck. Den bearbetades senare av Jesper Swedberg.

## Publicerad i
- 1572 års psalmbok med titeln WAka up/ waka up i Gudz nampn.[2]
- Göteborgspsalmboken under rubriken "Om Gudz Ord och Försambling".[3]
- Den svenska psalmboken 1694 som nummer 257 under rubriken "Om Gudz Ord och församling".
- 1695 års psalmbok som nummer 224 under rubriken "Om Gudz Ord och Församling".[1]